# Muinemon
Muinemon mac Cas Clothach – legendarny zwierzchni król Irlandii z dynastii Milezjan (linia Emera) w latach 728-723 p.n.e. Syn Cas Clothacha, w szóstym stopniu potomka Eochaida II Faebarglasa, zwierzchniego króla Irlandii. 
Muinemon wraz z Fiachą Finscothachem brał udział w zabójstwie jego ojca Sedny I mac Airtri, zwierzchniego króla Irlandii. W ten sposób pomógł ojcobójcy objąć zwierzchnią władzę nad krajem. Muinemon, po pewnym czasie, sam zapragnął zostać władcą. Po zabiciu króla Fiachę, zagarnął władzę. Rządził wyspą przez pięć lat. Był pierwszym władcą, który rozpoczął noszenie złotych łańcuchów wokół szyi wśród królów i wodzów irlandzkich. Zmarł na plagę w Magh-Aidhne na terenie Connachtu. Jego następcą został syn Faildergdoid. 